# Ulapes
Ulapes – miasto w Argentynie, w prowincji La Rioja, stolica departamentu General San Martín.
Według danych szacunkowych na rok 2010 miejscowość liczyła 3 205 mieszkańców.